# Лун-ван
Лун-ван («цар драконів») — у китайській традиції голова драконів-лун, повелитель вод. Він набагато більший за інших драконів, його довжина біля п'ятиста метрів. У кожного моря є свій лун-ван, всі вони — брати черепахи Ао.
- Лун-ван східного моря — Гуанде 广德 (той, що надає мудрості)
- західного — Гуаншунь 广顺 (той, що надає прихильність)
- північного — Гуанцзе 广泽 (той, що надає щедрість)
- південного — Гуанлі 广利 (той, що додає багатства).

Крім того, вважалося, що лун-вани є у чотирьох головних річок Китаю та у великих озер.
У фольклорі китайців лун-ван предстає старцем, який живе у палаці лунгун на дні моря. Цей палац повний незчисленними скарбами, які охороняють морські тварини.
У класичному середньовічному романі У Чен-еня «Мандрівка на Захід» розповідається про те, як цар мавп Сунь Укун бився із лун-ваном. Битва була довгою та кривавою. Нарешті Сунь Укун приловчився та ударом залізної палиці розміжчив лун-вану череп. На місці битви за велінням імператора звели монастир з такою вивіскою над воротами: «Монастир, заснований за наказом імператора, який охороняє державу та позбавляє драконів».